# Maurice FitzGerald (9e comte de Desmond)
Pour les articles homonymes, voir Maurice FitzGerald et FitzGerald.
Maurice FitzGerald ou Maurice Bacach fitz Thomas, (mort en 1520) il est le 9e comte de Desmond de 1487 à sa mort.

## Contexte
Maurice Bacach fitz Thomas est le second des fils de   Thomas FitzGerald. 
Il accède à la tête du comté après le meurtre de son frère aîné James fitz Thomas FitzGerald, le 8e comte de Desmond. Le meurtrier un certain , John Murtagh est arrête et mis à mort Toutefois les Annales des quatre maîtres précise que l’instigateur du meurtre est un cadet John FitzGerald qui est banni par Maurice Bacach
Comme son prédécesseur avant lui il concentre son action militaire sur ses domaines du Munster contre les Mac Carthy, au sud-ouest parfois contre les O' Brien et souvent contre les Butler tout en soutenant des prétendants au trône d'Angleterre
Dès le début de son règne en 1489 il lance un raid jusque dans le domine de Éile Ui Chearbhaill anglicisé en Ely O' Carroll),  par ailleurs il doit faire face à une alliance avec les FitzGerald de Décies et les Mac Carthaigh Múscraighe (anglicisé en Mac Carthy Muskerry). En 1501 c'est Toirdhealbhach Donn Ó Briain qui razzie ses domaines dans le comté de Limerick. Maurice tente d'imposer sa suzeraineté au FitzGerald de Décies

## Union et Postérité
Maurice Bacach épouse Ellen, fille de  Maurice Roche, 2e Lord de Fermoy un parent éloigné des Barons Fermoy, et de sa femme  Joan FitzGerald, fille de  James FitzGerald (8e comte de Desmond), dont:
- Thomas FitzMaurice, qui meurt avant son père en laissant une fille[6]
- James FitzGerald (10e comte de Desmond)[6]
- Joan, qui épouse  Cormac Óg MacCarthy[6]
- Ellis, qui est la seconde épouse de Conchobhar mac Toirdhealbaig Ó Briain roi de Thomond[6]

## Source
- - (en) T.W Moody, F.X. Martin et F.J. Byrne, A New History of Ireland IX Maps, Genealogies, Lists. A companion to Irish History part II, Oxford, Oxford University Press, 2011, 690 p. (ISBN 978-0-19-959306-4).